# Jerusalem War Cemetery (Chouain)
Jerusalem War Cemetery is een Britse militaire begraafplaats met gesneuvelden uit de Tweede Wereldoorlog, gelegen in het Franse dorp Chouain, departement Calvados. De begraafplaats ligt 1600 m ten westen van het dorpscentrum in het gehucht "Jerusalem". Ze werd ontworpen door Philip D. Hepworth. De begraafplaats heeft een onregelmatig grondplan en met slechts 48 graven is het een van de kleinere begraafplaatsen van de CWGC in Frankrijk. Ze is omgeven door een haag en de graven zijn in drie concentrische cirkelbogen gerangschikt met het Cross of Sacrifice in de oostelijke hoek. De graven worden onderhouden door de Commonwealth War Graves Commission.

## Geschiedenis
Na de landing van de geallieerden in Normandië werd in de omgeving van Chouain hevig gevochten toen een Duitse gepantserde eenheid Bayeux trachtte te heroveren op de geallieerden. De soldaten die hierbij sneuvelden werden hier begraven vanaf 10 juni 1944. Er rusten 47 Britten (waaronder 1 niet geïdentificeerde) en 1 Tsjechoslowaak. 
- Jack Banks, soldaat bij de Durham Light Infantry is het jongste slachtoffer op deze begraafplaats. Hij was 16 jaar oud toen hij sneuvelde.